# Nowiki Wielkie
Nowiki Wielkie (biał. Вялікія Навікі, Wialikija Nawiki; ros. Большие Новики, Bolszyje Nowiki) – wieś na Białorusi, w obwodzie mińskim, w rejonie stołpeckim, w sielsowiecie Rubieżewicze.

## Historia
Pod zaborami i w II Rzeczypospolitej wieś i majątek ziemski (folwark). W XIX i w początkach XX w. położone były w Rosji, w guberni mińskiej, w powiecie mińskim. Zamieszkane były przez szlachtę zagrodową.
W dwudziestoleciu międzywojennym leżały w Polsce, w województwie nowogródzkim, w powiecie stołpeckim, w gminie Rubieżewicze. W 1921 wieś liczyła 300 mieszkańców, zamieszkałych w 48 budynkach; folwark liczył zaś 20 mieszkańców, zamieszkałych w 4 budynkach. Obie miejscowości zamieszkiwali wyłącznie Polacy, w większości wyznania rzymskokatolickiego, z wyjątkiem 1 prawosławnego mieszkańca wsi. 
Po II wojnie światowej w granicach Związku Sowieckiego. Od 1991 w niepodległej Białorusi.